# Aulo Licínio Nerva Siliano
Aulo Licínio Nerva Siliano (em latim: Aulus Licinius Nerva Silianus; m. 7) foi um senador romano da gente Licínia eleito cônsul em 7 com Quinto Cecílio Metelo Crético Silano. Siliano era filho biológico de Públio Sílio Nerva, cônsul em 20 a.C., e foi adotado por Aulo Licínio Nerva.

## Carreira
Siliano era amigo pessoal do imperador Augusto e participou da repressão à Grande Revolta da Ilíria em 6 e seu consulado é reflexo disto. Porém, Siliano faleceu na presença do próprio Augusto em 30 de junho deste mesmo ano e acabou substituído por Lucílio Longo.
Aulo Licínio Nerva Siliano, cônsul em 65, era seu neto.